# Vincenzo Viva
Mons. Vincenzo Viva (* 24. srpna 1970 Frankfurt nad Mohanem) je italský římskokatolický duchovní a biskup Albana.

## Život
Narodil se 24. srpna 1970 ve Frankfurtu nad Mohanem jako syn italských emigrantů.
Studoval jazykovou školu v Lecce. Následně vstoupil do kněžského semináře Almo collegio Capranica v Římě. Po dokončení teologických studií na Papežské univerzitě Gregoriana byl 10. července 1997 biskupem Vittorien Fuscem vysvěcen na kněze a inkardinován do diecéze Nardò-Gallipoli. Stal se prorektorem diecézního semináře a přednášející na Apulijské teologické fakultě a Papežské akademii Alfonsiana, kde také získal doktorát z morální teologie.
Dne 12. listopadu 2012 mu byl udělen titul Kaplan Jeho Svatosti. Roku 2013 byl jmenován rektorem Pontificio Collegio Urbano a profesorem morální teologie na Papežské univerzitě Urbaniana.
Dne 11. června 2021 jej papež František jmenoval biskupem Albana. Biskupské svěcení přijal 8. září z rukou kardinála Marcella Semerara a spolusvětiteli byli kardinál Luis Antonio Tagle a biskup Fernando Tarcisio Filograna.